# Pezizella alniella
Pezizella alniella är en svampart som först beskrevs av William Nylander, och fick sitt nu gällande namn av Dennis 1956. Pezizella alniella ingår i släktet Pezizella och familjen Hyaloscyphaceae.   Inga underarter finns listade i Catalogue of Life.
I den svenska databasen Dyntaxa används istället namnet Calycellina alniella för samma taxon.  Arten är reproducerande i Sverige.